# Moskovsko vrijeme
| svijetlo plavo  | Zapadnoeuropsko vrijeme (UTC; bez prelaska na ljetno vrijeme). |
| plavo           | Zapadnoeuropsko vrijeme (UTC; UTC+1 ljeti).                    |
| crveno          | Srednjoeuropsko vrijeme (UTC+1; UTC+2 ljeti).                  |
| žuto            | Kaliningradsko ljetno vrijeme (UTC+2)                          |
| tamno žuto      | Istočnoeuropsko vrijeme (UTC+2; UTC+3 ljeti).                  |
| svijetlo zeleno | Moskovsko ljetno vrijeme (UTC+3)                               |

Moskovsko vrijeme iznosi UTC+3. U Ruskoj Federaciji se vozni redovi vlakova, zrakoplova i brodova uglavnom izražavaju u Moskovskom vremenu (Rusija se prostire kroz 11 vremenskih zona). Od 2011. nema ljetnog i zimskog računanja vremena, nego je cijele godine isto.
U Rusiji, u Moskovskom vremenu se nalaze oblasti Moskovska, Jaroslavljska, Vladimirska, Kostromska, Ivanovska, Vologodska, Tverska, Kaluška, Arhangelska, Voronješka, Novgorodska, Nižnjenovgorodska, Kirovska, Pskovska, Brjanska, Astrahanska, Rostovska, Belgorodska, Lenjingradska, Murmanska, Kurska, Lipecka, Tulska, Tambovska, Smolenska, Rjazanjska, Orelska i Penzenska oblast, Stavropoljski i Krasnodarski kraj, republike Mordovija, Adigeja, Tatarstan, Marij El, Komi, Karačajevo-Čerkezija, Čuvašija, Dagestan, Ingušetija, Kabardino-Balkarija, Kalmikija, Čečenija, Sjeverna Osetija-Alanija, Karelija te Nenečki autonomni okrug.
Od europskih država, u njoj se, osim Rusije, nalazi i Gruzija i Azerbajdžan.
Od većih gradova, u njemu se nalaze Moskva, Petrograd, Voronjež, Tula.